# خط أندلسي

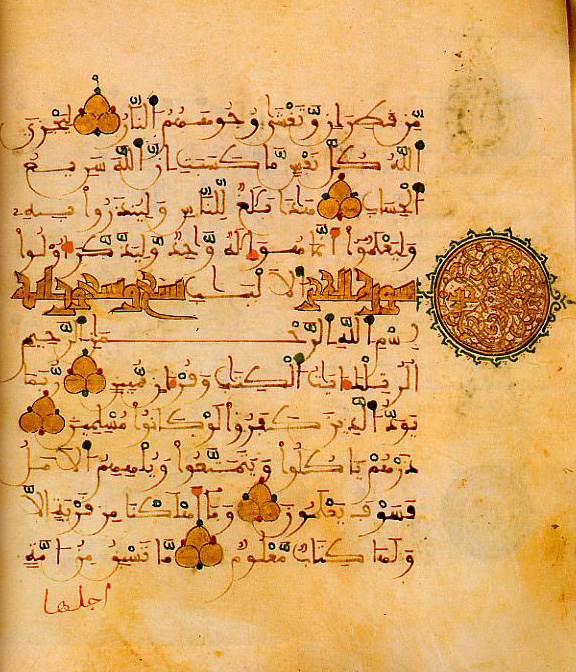
صفحة من مصحف يعود إلى القرن الثاني عشر الميلادي كتب بالخط الأندلسي

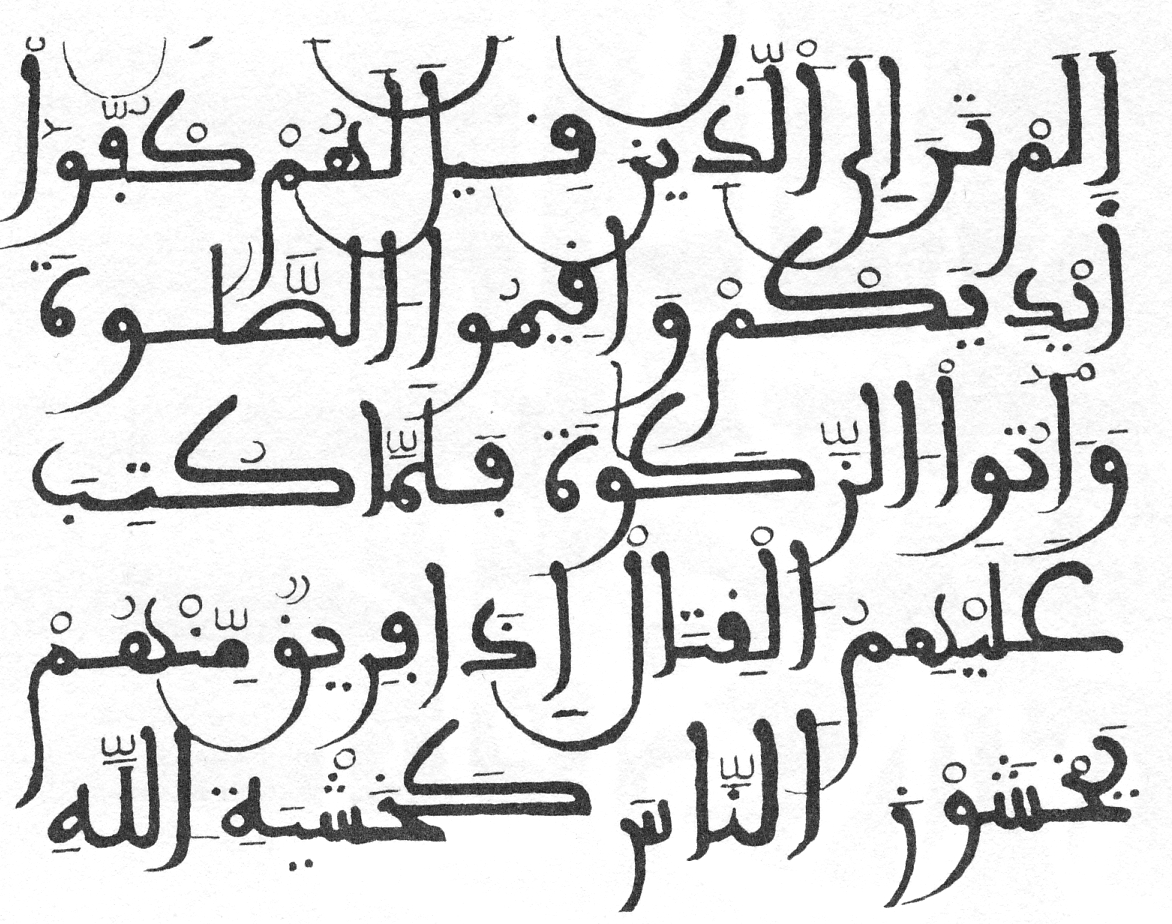
نموذج خط أندلسي من مصحف كتب بقرطبة في القرن الرابع عشر الميلادي

اَلْخَطُ اَلْأَنْدَلُسِيُّ هو خط عربي نشأ وتطور في بلاد الأندلس، حتى اكتسب أساليباً للكتابة خاصةً بهِ وتميز عن غيرهِ من الخطوط الأخرى.

## نشأته وتفرعه
وردت الكتابة العربية على بلاد المغرب الإسلامي والأندلس منذ الفتوحات. وقد وقع تبني الخط الكوفي في البداية. ثم تطور في عهد الخلفاء الأمويين لينتهي في القرن الرابع الهجري/10 م إلى نوعين أساسيين هما:
- الخط الكوفي الأندلسي: ويتميز بغلبة الزوايا وهو شديد التأثر بالخط الكوفي.
- الخط القرطبي أو الأندلسي: وتكثر فيه الانحناءات والاستدارات، وقد استخدم في نسخ المصاحف والكتب.

## تأثيره
في القرن الخامس هجري\11 ميلادي، انتقل الخط الأندلسي إلى شمال أفريقيا مع موجات المهاجرين الأندلسيين، الذين تمكنوا من نشره في مختلف المناطق والبلدان وفي هذا المعنى يقول العلامة ابن خلدون في مقدمته: «وأما أهل الأندلس فانتشروا في الأقطار... في عدوة المغرب وإفريقية... وتعلقوا بأذيال الدولة، فغلب خطهم على الخط الإفريقي وعفا عليه، ونسي خط القيروان والمهدية... وصارت خطوط أهل إفريقية كلها على الرسم الأندلسي بتونس وما إليها» كما يقول في نفس السياق متحدثا عن تأثير الخط الأندلسي في المغرب: «وحصل في دولة بني مرين من بعد ذلك بالمغرب الأقصى لون من الخط الأندلسي لقرب جوارهم وسقوط من خرج منهم إلى فاس قريبا واستعمالهم إياهم سائر الدولة».
- ومن هذا الخط الأندلسي تولد الخط المغربي.

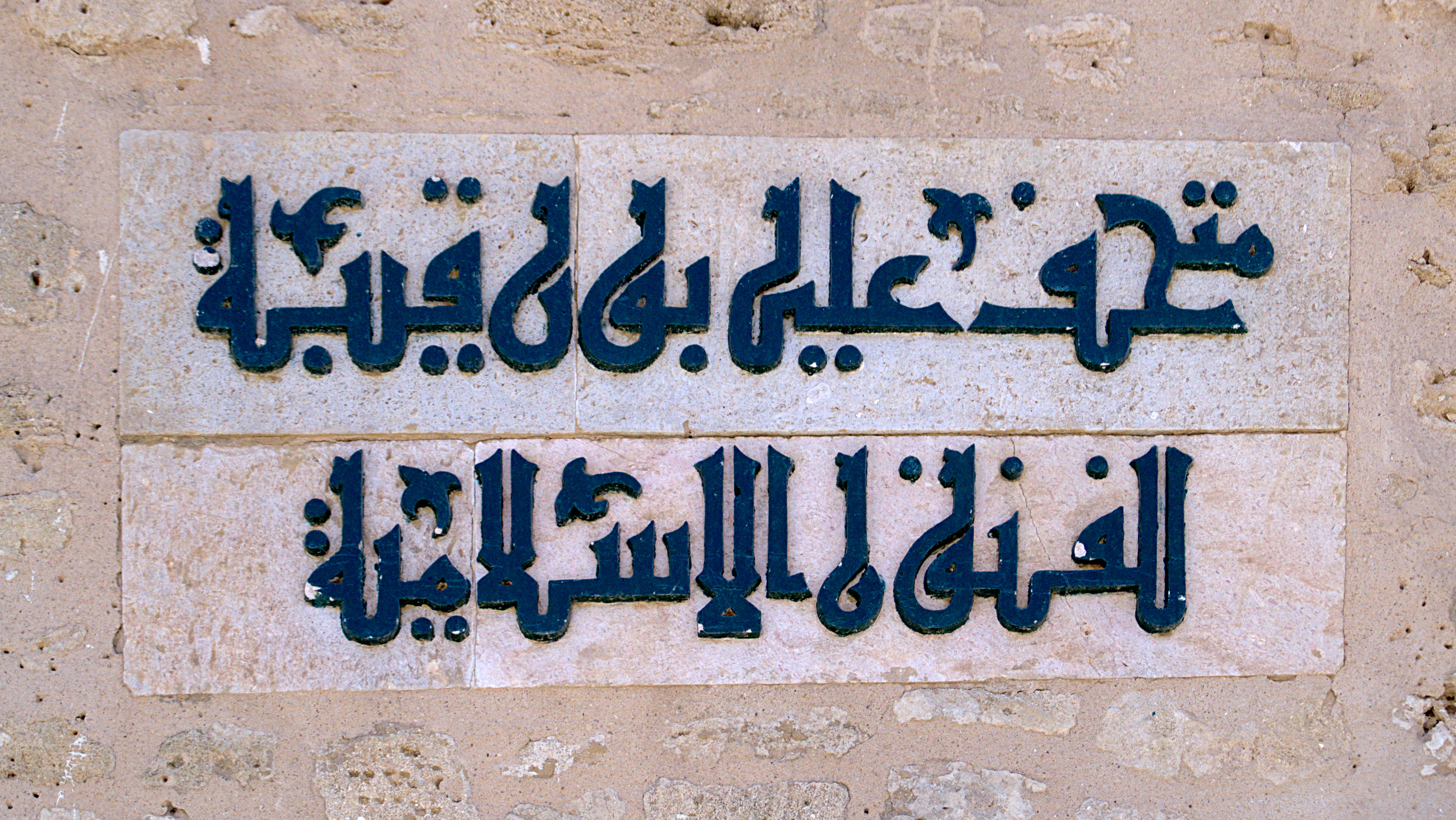
خط أندلسي مستحدث

## خصائصه
يتميز الخط الكوفي الأندلسي من حيث الإعجام بما يلي:
- يحمل حرف القاف نقطة واحدة من فوق، أما حرف الفاء فتوضع النقطة أسفله.
- يحتفظ الخط الأندلسي ببعض خصائص الخط الكوفي من ذلك أن حروف الكاف والصاد والضاد والطاء والظاء تكون ممتدة.
- قلما تحتفظ حروف الألف واللام والطاء والظاء بشكلها العمودي إذ كثيرا ما تكون في شكل منحني وتحمل في أعلاها ما يشبه النقطة الغليظة.
- تعرق بعض الحروف بصفة مبالغ فيها إن كانت في آخر الكلمة وأساسا منها س ش ي ل ن.
- تمتاز حروفه باستدارتها استدارة كبيرةً، خاصة الحروف النازلة مثل النون واللام والسين والصاد والقاف.[1]
- تمتاز حروفه أيضًا بوضوحها، ولذا فقد عرف الخط الأندلسيُّ بـ«الخط المبسوط».[1]

ومثل هذه الخصائص ورثها عن الخط الأندلسي الخط المغربيّ.